# Puchar Niemiec w piłce ręcznej mężczyzn (2013/2014)
Puchar Niemiec w piłce ręcznej mężczyzn 2013/2014 - 39. sezon rozgrywek o Puchar Niemiec (DHB-Pokal) w piłce ręcznej mężczyzn. Mecze pierwszej rundy rozpoczęły się 20 sierpnia 2013. Finał został rozegrany 13 kwietnia 2014 w O2 World w Hamburgu. Po raz pierwszy w historii puchar Niemiec zdobyła drużyna Füchse Berlin.

## Wyniki spotkań

### 1. Runda
W pierwszej rundzie rozgrywek rywalizowały drużyny z północy i południa. W tej części rozgrywek wzięły udział także drużyny, które zajęły miejsca od 7 do 18 w Bundeslidze w sezonie 2012/2013. Zwycięzcy tych meczów awansowali do drugiej rundy rozgrywek.

#### Północ
| Drużyna 1                      | Wynik | Drużyna 2                |
| ------------------------------ | ----- | ------------------------ |
| HC Empor Rostock               | 31:40 | ASV Hamm-Westfalen       |
| Füchse Berlin-Reinickendorf II | 26:36 | HSG Nordhorn-Lingen      |
| SV Mecklenburg Schwerin        | 21:30 | VfL Bad Schwartau        |
| HT Norderstedt                 | 26:45 | SC Magdeburg             |
| 1. VfL Potsdam                 | 24:33 | TUSEM Essen              |
| TSV GWD Minden II              | 22:28 | TSV GWD Minden           |
| HSG Tarp-Wanderup              | 24:35 | TBV Lemgo                |
| HC Glauchau-Meerane            | 28:32 | TuS Nettelstedt-Lübbecke |
| HSG Krefeld                    | 23:32 | TV Emsdetten             |
| SG Achim/Baden                 | 20:26 | Bergischer HC            |
| Leichlinger TV                 | 35:36 | TuS Ferndorf             |
| Dessau-Roßlauer HV II          | 22:28 | Eintracht Hildesheim     |
| SC DHfK Leipzig                | 29:23 | SV Henstedt-Ulzburg      |

#### Południe
| Drużyna 1                | Wynik  | Drużyna 2                    |
| ------------------------ | ------ | ---------------------------- |
| HSV Bad Blankenburg      | 24:34  | Frisch Auf Göppingen         |
| FSG Saulheim             | 15:39  | HSG Wetzlar                  |
| SG Wallau                | 32:29  | ThSV Eisenach                |
| SG Köndringen-Teningen   | 22:32  | VfL Gummersbach              |
| SG Heidelsheim-Helmsheim | 22:50  | MT Melsungen                 |
| TSB Heilbronn-Horkheim   | 25:33  | HBW Balingen-Weilstetten     |
| SV 64 Zweibrücken        | 31:35  | EHV Aue                      |
| HC Erlangen              | 27:26  | TV Hüttenberg                |
| TSV Friedberg II         | 25:32  | SG Leutershausen             |
| Turnerschaft Bendorf     | 31:44' | TV Bittenfeld                |
| TV Hochdorf              | 28:36  | HG Saarlouis                 |
| TV Großwallstadt         | 29:35  | TSG Ludwigshafen-Friesenheim |
| TV Neuhausen             | 25:27  | SG BBM Bietigheim            |

### 2. Runda
Do zwycięzców meczów pierwszej rundy dołączyły drużyny, które zajęły miejsca od 1 do 6 w Bundeslidze 2012/2013. Zwycięzcy meczów w drugiej rundzie awansowali do 1/8 finału.
| Drużyna 1               | Wynik | Drużyna 2                |
| ----------------------- | ----- | ------------------------ |
| HSG Wetzlar             | 28:22 | Bergischer HC            |
| ASV Hamm-Westfalen      | 29:33 | HC Erlangen              |
| TUSEM Essen             | 24:32 | HBW Balingen-Weilstetten |
| HSG Nordhorn-Lingen     | 22:31 | Rhein-Neckar Löwen       |
| Eintracht Hildesheim    | 30:27 | SC DHfK Leipzig          |
| TSG L'hafen-Friesenheim | 24:32 | Füchse Berlin            |
| HSG Tarp-Wanderup       | 24:35 | TBV Lemgo                |
| VfL Bad Schwartau       | 38:31 | TSV Hannover-Burgdorf    |
| SG Wallau               | 24:39 | THW Kiel                 |
| SG BBM Bietigheim       | 24:31 | TuS Nettelstedt-Lübbecke |
| SG Leutershausen        | 33:26 | HG Saarlouis             |
| TV Bittenfeld           | 26:22 | TV Emsdetten             |
| TuS Ferndorf            | 29:37 | EHV Aue                  |
| HSV Hamburg             | 31:33 | Frisch Auf Göppingen     |
| MT Melsungen            | 32:27 | VfL Gummersbach          |
| SG Flensburg-Handewitt  | 26:16 | SC Magdeburg             |
| TBV Lemgo               | 35:20 | TSV GWD Minden           |

## 1/8 finału
| Drużyna 1                | Wynik  | Drużyna 2                |
| ------------------------ | ------ | ------------------------ |
| HC Erlangen              | 24:33  | MT Melsungen             |
| Eintracht Hildesheim     | 28:35  | Füchse Berlin            |
| TuS Nettelstedt-Lübbecke | 24:33  | TBV Lemgo                |
| EHV Aue                  | 26:27  | SG Flensburg-Handewitt   |
| HSG Wetzlar              | 33:29  | HBW Balingen-Weilstetten |
| THW Kiel                 | 30:32  | Rhein-Neckar Löwen       |
| TV Bittenfeld            | 36:39  | Frisch Auf Göppingen     |
| VfL Bad Schwartau        | 28:191 | SG Leutershausen         |

## 1/4 finału
| Drużyna 1          | Wynik | Drużyna 2              |
| ------------------ | ----- | ---------------------- |
| Rhein-Neckar Löwen | 40:27 | VfL Bad Schwartau      |
| HSG Wetzlar        | 19:25 | SG Flensburg-Handewitt |
| MT Melsungen       | 30:27 | Frisch Auf Göppingen   |
| Füchse Berlin      | 26:23 | TBV Lemgo              |

## Final Four
Final Four odbył się w dniach 12-13 kwietnia 2014 w O2 World w Hamburgu.
|  |                        |                        |                        |                        |    |               |               |       |
|  | Półfinały              | Półfinały              | Półfinały              |                        |    | Finał         | Finał         | Finał |
|  | Półfinały              | Półfinały              | Półfinały              |                        |    | Finał         | Finał         | Finał |
|  |                        |                        |                        |                        |    |               |               |       |
|  |                        |                        |                        |                        |    |               |               |       |
|  | Rhein-Neckar Löwen     | Rhein-Neckar Löwen     | 26                     |                        |    |               |               |       |
|  | Rhein-Neckar Löwen     | Rhein-Neckar Löwen     | 26                     |                        |    |               |               |       |
|  | SG Flensburg-Handewitt | SG Flensburg-Handewitt | 30                     |                        |    |               |               |       |
|  | SG Flensburg-Handewitt | SG Flensburg-Handewitt | 30                     |                        |    | Füchse Berlin | Füchse Berlin | 22    |
|  |                        |                        |                        |                        |    | Füchse Berlin | Füchse Berlin | 22    |
|  |                        |                        | SG Flensburg-Handewitt | SG Flensburg-Handewitt | 21 |               |               |       |
|  | MT Melsungen           | MT Melsungen           | SG Flensburg-Handewitt | SG Flensburg-Handewitt | 21 | 28            |               |       |
|  | MT Melsungen           | MT Melsungen           |                        |                        |    |               |               |       |
|  | Füchse Berlin          | Füchse Berlin          | 30                     |                        |    |               |               |       |
|  | Füchse Berlin          | Füchse Berlin          | 30                     |                        |    |               |               |       |
|  |                        |                        |                        |                        |    |               |               |       |